# HMS Malaya
La HMS Malaya era una nave da battaglia classe Queen Elizabeth della Royal Navy. Fu costruita nei cantieri Armstrong Whitworth e varata nel marzo 1915. Venne battezzata in onore degli Stati malesi federati (Federated Malay States), il cui governo ne finanziò la costruzione.

## Storia

### Prima guerra mondiale
Durante la prima guerra mondiale servì nel 5th Battle Squadron (5º Squadrone da battaglia) sotto il comando dell'ammiraglio Hugh Evan-Thomas della Grand Fleet (Grande Flotta, il nome assunto dalla flotta della Royal Navy durante la prima guerra mondiale). Il 31 maggio 1916 prese parte alla battaglia dello Jutland, dove venne colpita otto volte, subendo però solo danni minori.

### Seconda guerra mondiale
Durante la seconda guerra mondiale fu impiegata nel mar Mediterraneo durante il 1940, scortando convogli ed operando contro la Regia Marina. Il 7 marzo 1941, mentre incrociava nell'Oceano Atlantico nelle vicinanze del convoglio SL-67, venne avvistata dai due incrociatori da battaglia tedeschi Scharnhorst e Gneisenau, i quali, in ossequio alle direttive di Hitler che vietavano l'ingaggio con navi di superficie senza l'assoluta assenza di portaerei nella zona, rinunciarono all'attacco.
Successivamente venne danneggiata da un siluro dell'U-106 alle 23:23 del 20 marzo 1941; questi attaccò la corazzata nascosto dall'ombra di un mercantile lanciando una salva di due siluri nella cattiva illuminazione di sinistra del convoglio SL-68, circa 250 miglia a ovest-nordovest delle isole di Capo Verde. Il sottotenente di vascello Jurgen Oesten udì le esplosioni dopo 2 minuti e 37 secondi e 3 minuti e 35 secondi. Un siluro danneggiò la Malaya e l'altro la Meerkerk. La Malaya fu colpita a sinistra subendo un considerevole danno, a causa dell'allagamento di diversi compartimenti si inclinò di 7°, ma riuscì a raggiungere Trinidad. Dopo alcune riparazioni temporanee proseguì per i cantieri navali della marina statunitense di New York, dove rimase per quattro mesi. 
Il 9 luglio al comando del capitano Cuthbert Coppinger, lasciò New York per un viaggio di prova raggiungendo Halifax per fornire protezione a un convoglio rapido urgente. Il giornale di bordo del Malaya indica per il 21 luglio 1941 «Imbarcati passeggeri e provviste per il Regno Unito. I passeggeri includono il maggior generale R. H. Dewing, DSO (ultimo Chief of Staff Far East), il maggiore W.E.H. Grylles, 15/19 Hussars e il sig. Cherry, cittadino americano.»
Durante questa traversata atlantica non venne persa alcuna nave e la Malaya arrivò il 28 luglio a Rosyth. Successivamente scortò convogli dal Regno Unito a Malta e a Città del Capo fino all'estate del 1943. Venne ritirata dal servizio attivo alla fine del 1944 e messa in riserva. Venne venduta il 20 febbraio 1948 alla Metal Industries e arrivò a Faslane il 12 aprile 1948 per essere smantellata. La campana della nave è esposta all'East India Club, in Londra.